# 赵丽宏
赵丽宏（1952年2月—），汉族，中华人民共和国作家、诗人，中国民主促进会中央委员、上海市委副主委、上海市作协副主席，第十一届全国政协委员。

## 生平
加入中国民主促进会。2008年，当选第十一届全国政协委员，代表中国民主促进会，分入第九组。